# AMPRNet
AMPRNet (AMateur Packet Radio Network) / Hamnet (ham network) est un réseau de type IP mis en place par des radioamateurs pour l'utilisation de services IP (telles que les liaisons packet radio dans les années 1990). En raison de la forme des adresses IP qui y sont utilisées, on parle également de réseau 44/8 ou réseau 44. AMPRNet/Hamnet est donc un réseau de même nature qu'Internet ; par conséquent il est possible d'y utiliser les services habituels de ce dernier : world wide web, FTP, ping, etc.
Jusqu'au début des années 2000, les liaisons (en VHF et UHF) étaient le plus souvent limitées à 9600, 1200, voire 300 bit/s. Cependant, le réseau connaît actuellement un renouveau fondé sur l'utilisation des protocoles de la famille IEEE 802.11 (« wifi »), ce qui autorise des liaisons haut débit à plusieurs mégabits par seconde.

## Adresses sur AMPRNet/HamNet
Les adresses IP utilisées sur AMPRNet/Hamnet appartiennent à un réseau de classe A qui est spécifiquement réservé auprès de l'IANA à l'utilisation par des radioamateurs. Il s'agit du réseau 44.0.0.0/8 (d'où le nom de réseau 44/8 parfois donné à AMPRNet/Hamnet), ce qui signifie que les adresses IP ont toutes la forme 44.x.y.z. Ce réseau dispose de 16 millions d'adresses (224). Ces adresses ont été réservées pour les radioamateurs dans les années 1970 par Hank Magnuski, aux tout débuts d'Internet.
Le 19 juillet 2019, Amazon rachète une partie des adresses IP : le réseau 44.192.0.0/10 appartient désormais à AWS. Le reste continuant d'être utilisé pour AMPRNet.
Les adresses du réseau 44/8 ne sont pas utilisées sur Internet, et réciproquement AMPRNet n'utilise pas d'autres adresses IP. Ceci signifie que les adresses d'AMPRNet sont routables sur Internet. En pratique, il existe un routeur à l'Université de Californie à San Diego qui peut donner accès à Internet via AMPRNet aux radioamateurs dont la législation nationale l'autorise.
L'attribution des adresses IP sur le réseau 44/8 est réalisé par des coordonnateurs locaux, le plus souvent nationaux. En France par exemple, les adresses fournies sont notamment dans le réseau 44.151/16, de la forme 44.151.dep.xxx. Tout radioamateur peut ainsi demander à obtenir une adresse sur AMPRNet/Hamnet.

## Utilisation du réseau
AMPRNet est soumis aux mêmes contraintes que toutes les transmissions radios pour les radioamateurs :
- les échanges de données ne peuvent pas être chiffrés ;
- les transmissions doivent avoir pour thème quelques domaines précis : sciences et techniques relatives aux radio-transmissions, météorologie, brèves salutations entre radioamateurs, etc.